# كاسبار شامبيرغر
كاسبار شامبيرغر (ولد في 1 سبتمبر 1623 في لايبزيغ، ألمانيا – توفي في 8 أبريل 1706) كان جرّاحًا ألمانيًا. يُمثّل اسمه بداية أول مدرسة للطب الغربي في اليابان وبداية حركة رانغاكو، التي شكّلت المدخل الأساسي لليابان إلى المعارف والعلوم الغربية.

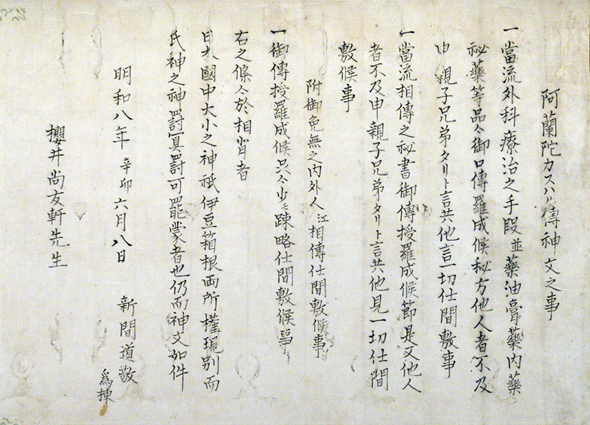
تعهد خطي كتبه التلميذ الياباني شينما ميتشيتاكا في عام 1771، موجهًا إلى أستاذه طالبا منه الحفاظ على سرية المعارف الطبية التي نقلها كاسبار شامبيرغر، لا سيما ما يتعلق بالزيوت الصيدلانية واللاصقات الطبية وغيرها من الوصفات العلاجية.

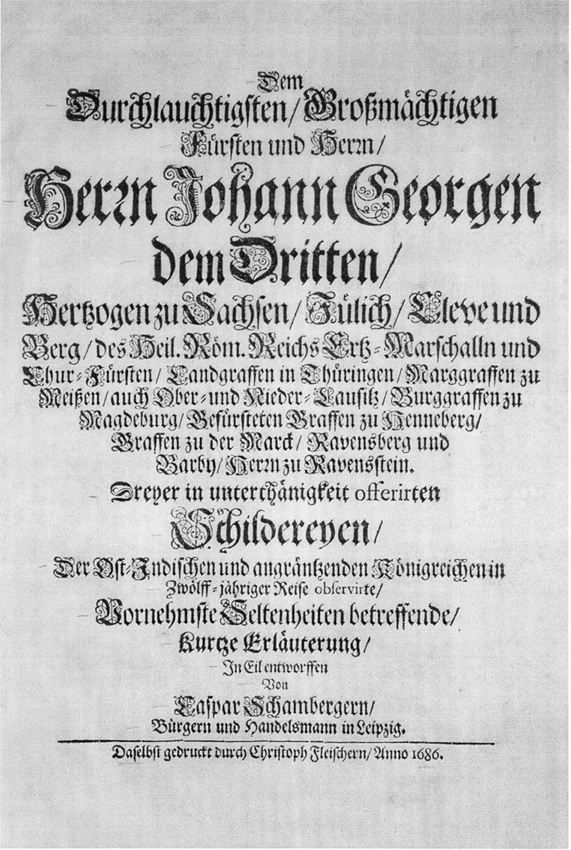
صفحة من عنوان كتيب نشره كاسبار شامبيرغر يتناول مواضيع كالنباتات والعملات المعدنية والملاحظات الأخرى التي أجراها كاسبار شامبيرغر أثناء إقامته في شرق آسيا

نشأ كاسبار شامبيرغر في ساكسونيا التي كانت تمزقها الحروب. في عام 1637 بدأ دراسة الجراحة تحت إشراف الجراح الرئيسي لنقابة الجراحين في مسقط رأسه لايبزيغ. بعد ثلاث سنوات، أكمل تعليمه وبدأ رحلة عبر شمال ألمانيا والدنمارك والسويد وهولندا. في عام 1643، انضم إلى شركة الهند الشرقية الهولندية، حيث وقّع عقدًا لخدمة مدتها أربع سنوات. في العام نفسه، غادر أوروبا على متن السفينة إيلاند موريشيوس، ولكن السفينة تحطمت بعد أربعة أشهر قرب رأس الرجاء الصالح.
في يوليو 1644، وصل شامبيرغر أخيرًا إلى جاكارتا، المركز الإداري للإمبراطورية الاستعمارية الهولندية الآخذة في التوسع. خلال السنوات التالية، عمل كجراح سفينة، زار خلالها غوا اثناء الاستعمار البرتغالي، ومناطق عديدة في بلاد فارس، قبل أن يعود مجددًا إلى جاكارتا في عام 1646. في صيف 1649، وصل إلى ناغاساكي وبدأ خدمته في ديجيما، المركز التجاري الهولندي في اليابان. في وقت لاحق من العام نفسه، سافر إلى إيدو كعضو في بعثة دبلوماسية خاصة تم إرسالها إلى اليابان بسبب توتر شديد في العلاقات بين الهولنديين واليابانيين. نظرًا لمرض الشوغون توكوغاوا الخطير، تأجلت مقابلة الوفد عدة مرات. وخلال تلك الفترة، جذب كاسبار شامبيرغر انتباه المفوض الإمبراطوري إينوي ماساشيغه، المسؤول عن الأمن الداخلي للإمبراطورية وعن العلاقات مع شركة الهند الشرقية الهولندية. كان إينوي ماساشيغه مهتمًا بشدة بالمعارف الغربية المفيدة، فقدم كاسبار شامبيرغر إلى بعض الأمراء الإقطاعيين، وبدأ كاسبار شامبيرغر في تقديم الرعاية الطبية لمرضى من كبار الشخصيات.
لقد كانت علاجاته ناجحة على ما يبدو, إذ عندما عاد المبعوث الهولندي إلى ناغاساكي في ربيع عام 1650، طُلب بقاء أربعة أوروبيين في إيدو لتقديم المزيد من الخبرات والمعونة: كاسبار شامبيرغر (للجراحة)، وويليم بيلفيلت (للرياضيات)، والعريف السويدي يوريان شيدل (لقذف القنابل بالهاون)، ومساعد شيدل المدعو يان سميدت. بعد إقامتهم الاستثنائية الطويلة في إيدو، عاد الأربعة إلى ناغاساكي في أكتوبر 1650. غير أن كاسبار شامبيرغر اضطر للعودة مجددًا بعد وقت قصير، مشاركًا في الرحلة السنوية إلى بلاط رئيس مركز التجارة الهولندي، وقد دُعي أيضًا في هذه المناسبة إلى الإقامة في بيوت المسؤولين رفيعي المستوى.
في أبريل عام 1651، غادر الوفد الهولندي نحو ناغاساكي مرة أخرى. وفي نوفمبر من نفس العام، انتهت خدمة كاسبار شامبيرغر في ديجيما، فعاد إلى جاكرتا. أمر حاكم ناغاساكي مترجمه إينوماتا ديمبي بإعداد تقرير شامل عن علم الجراحة الذي مارسه كاسبار شامبرغر. أدى هذا التقرير، إلى جانب رضا واهتمام المسؤولين رفيعي المستوى والأمراء الإقطاعيين المستمر، إلى نشوء ما عرف بـ "الجراحة على طريقة كاسبار"، وهي أول مدرسة طبية بأسلوب غربي مستوحاة من جراح كان متمركزًا في ديجيما.
في عام 1655، عاد كاسبال شامبيرغر إلى هولندا، ثم سافر إلى لايبزيغ بعد عدة أسابيع. في عام 1658، حصل على جنسية لايبزيغ وبدأ مسيرته الجديدة كتاجر. تزوج ثلاث مرات: من إليزابيث روست في عام 1659، ومن ريجينا ماريا كونراد في عام 1662، ومن إيفروسين كلايناو في عام 1685. في عام 1667 وُلد له ابنه يدعى يوهان كريستيان شامبرغ، الذي أصبح لاحقًا أستاذًا في الطب في جامعة لايبزيغ وانتُخب رئيسًا للجامعة مرتين. ومن أعظم إنجازاته تأسيس "المسرح التشريحي الجديد".
في عام 1706، توفي كاسبال شامبيرغر.